# Apoxyomène du Vatican
L’Apoxyomène du Vatican est une copie romaine en marbre d'après Lysippe, découverte à Rome en 1849 et conservée au musée Pio-Clementino (musées du Vatican), Inv. 1185.
« Apoxyomène » (en grec ancien ἀποξυόμενος / apoxuómenos, de ἀποξύω / apoxúô, « racler, gratter ») est le nom générique donné dans la statuaire antique à la représentation d'un athlète en train de se nettoyer après l'effort, se raclant la peau à l'aide d'un strigile.

## Découverte
En 1849, dans le quartier romain du Trastevere, des ouvriers découvrent dans les ruines de ce qu'on croit alors être des thermes romains la statue d'un jeune homme nu se raclant avec un strigile. Son premier commentateur, l'architecte et antiquaire Luigi Canina, l'identifie comme une copie du sculpteur grec Polyclète, mais dès l'année suivante, l'archéologue allemand August Braun y reconnaît une copie d'un type en bronze de Lysippe (vers 330-320 av. J.-C.), que nous connaissons uniquement par une mention de Pline l'Ancien dans son Histoire naturelle : « [Lysippe] réalisa, comme nous l'avons dit, le plus grand nombre de statues de tous, avec un art très fécond, et parmi elles, un athlète en train de se nettoyer avec un strigile (destringens se). »
Le type est fameux dès l'Antiquité : toujours selon Pline, la statue est consacrée par le général Marcus Agrippa devant les thermes qui portent son nom. L'empereur Tibère, grand admirateur de la statue, la fait enlever et transporter dans sa chambre. « Il en résulta une telle fronde du peuple romain », raconte Pline, « qu'il réclama dans les clameurs du théâtre qu'on restituât l’Apoxyomène et que le prince, malgré son amour, le restitua. »
Braun se fonde d'une part sur la pose de la statue, d'autre part sur les remarques de Pline sur le canon lysippéen, plus élancé que celui de Polyclète : effectivement, la tête est plus petite par rapport au corps, plus fin — il faut toutefois remarquer qu'à l'époque, le Doryphore n'avait pas encore été reconnu comme tel. Dans l'ensemble, les arguments avancés par Braun sont assez faibles : d'abord, l'athlète au strigile est un type commun dans l'Antiquité. Ensuite, le canon élancé, bien qu'utilisé de manière intensive par Lysippe et son école, n'est pas spécifique à cet artiste : on le retrouve par exemple dans les combattants de la frise du Mausolée d'Halicarnasse. Cependant, malgré des contestations, l'attribution à Lysippe est largement admise aujourd'hui.
La statue jouit d'une grande popularité dès sa découverte. Elle est restaurée par le sculpteur italien Pietro Tenerani qui complète les doigts de la main droite, le bout du nez, restitue le strigile disparu de la main gauche et cache le sexe de l'athlète par une feuille de vigne — ces restaurations ont été supprimées récemment. De nombreux moulages en sont réalisés. Jacob Burckhardt la cite dans son Cicerone (guide de Rome) de 1865.

## Description

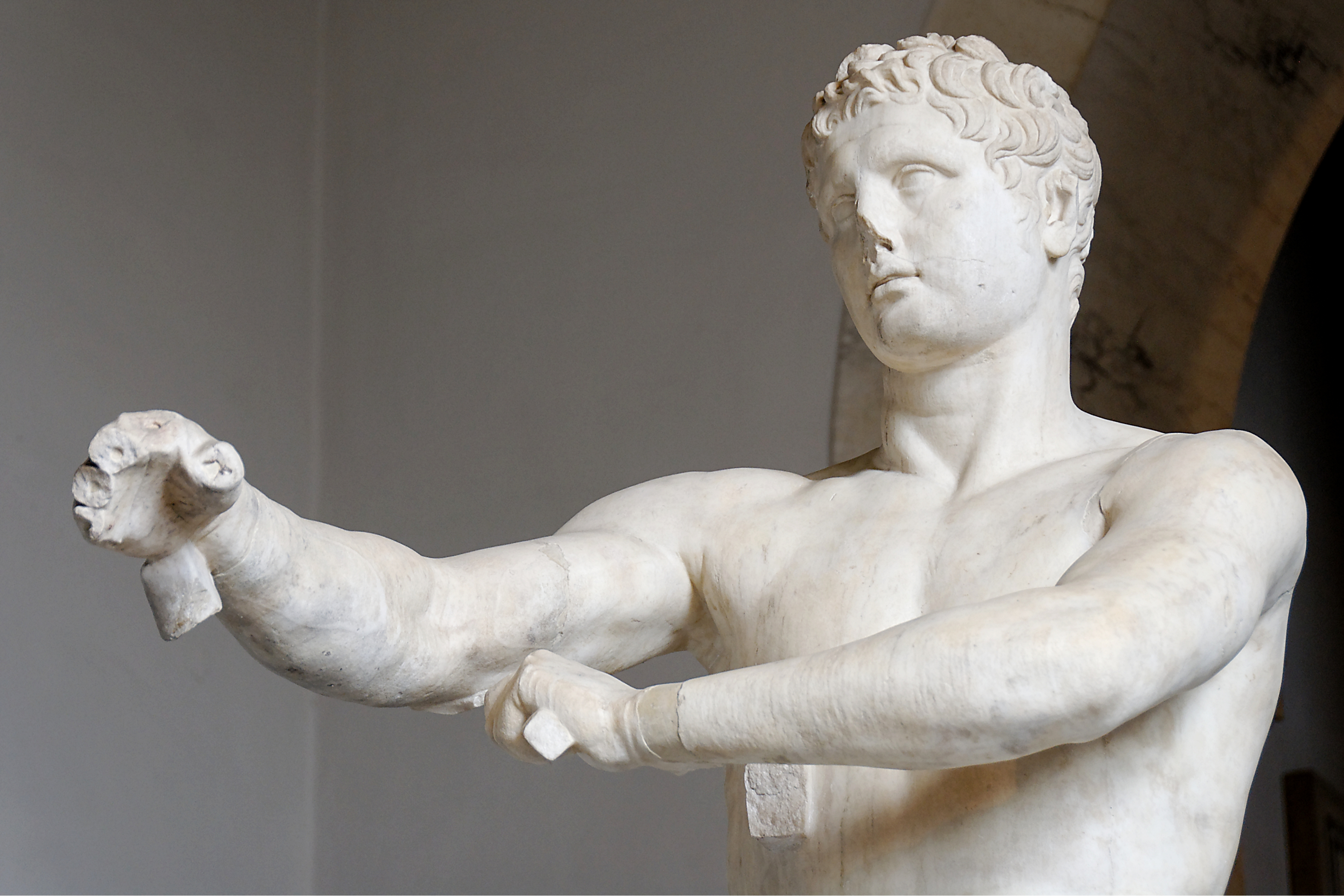
Détail de la tête et des bras

La statue, réalisée en marbre du Pentélique est légèrement plus grande que nature : elle mesure 2,05 mètres. Elle représente un jeune homme nu, debout, raclant la face postérieure de l'avant-bras droit à l'aide d'un strigile tenu de la main gauche. Il hoche légèrement la tête et regarde devant lui. Un tronc d'arbre sert d'étai à la jambe gauche ; un autre étai, aujourd'hui brisé, faisait supporter le poids du bras droit tendu sur la jambe droite.
La statue frappe d'abord par sa composition : elle n'est plus uniquement frontale, comme dans le Doryphore ou le Discobole. Le bras tendu à angle droit de l'athlète oblige le spectateur, s'il veut bien saisir le mouvement, à se déplacer sur les côtés. Elle se distingue également par l'emploi du contrapposto (« déhanché ») : le poids du corps repose sur la seule jambe gauche, la droite étant légèrement avancée et repliée. De ce fait, les hanches sont orientées vers la gauche, alors que les épaules sont tournées dans le sens inverse, suivant le mouvement du bras droit, créant ainsi un mouvement de torsion que le spectateur ne peut pleinement saisir qu'en reproduisant lui-même la pose. La musculature est rendue de manière moins marquée que chez Polyclète. Alors que le torse représente traditionnellement le morceau de bravoure du sculpteur, il est ici partiellement dissimulé par la position des bras.
La tête frappe par sa petite taille : elle représente un huitième du corps entier, contre un septième dans le canon polyclétéen. L'historienne de l'art Brunilde Sismondo Ridgway juge même l'effet « presque comique ». Autre nouveauté, la tête est traitée comme un portrait : la chevelure est représentée en désordre, le front est marqué et les yeux, enfoncés. Pour R. R. R. Smith, ces caractéristiques rendent la tête plus vivante, mais Ridgway les considère comme des défauts attribuables au copiste, ou à une erreur de présentation de la statue : elle aurait pu être présentée sur une base surélevée.

## Variantes
L'Apoxyomène du Vatican est le seul exemplaire entier en marbre de ce type. Un torse très abîmé des réserves du Musée national romain, d'origine inconnue, a été reconnu en 1967 comme une réplique, dont la pose est inversée. Un autre torse, décorant la façade du bâtiment M (probablement une bibliothèque) à Sidé, en Pamphylie, a été identifié comme une variante en 1973. Enfin, un torse de proportions beaucoup plus réduites, découvert à Fiesole (Toscane) a été rattaché à l'Apoxyomène, mais son authenticité a été contestée. Cette relative absence de copies s'explique mal : Rome comptait plusieurs ateliers de copistes. Par ailleurs, aucun obstacle technique ne semble avoir pu empêcher la réalisation de moulages, Pline ne mentionnant aucune dorure.

## Autres œuvres portant le même nom d'« Apoxyomène »

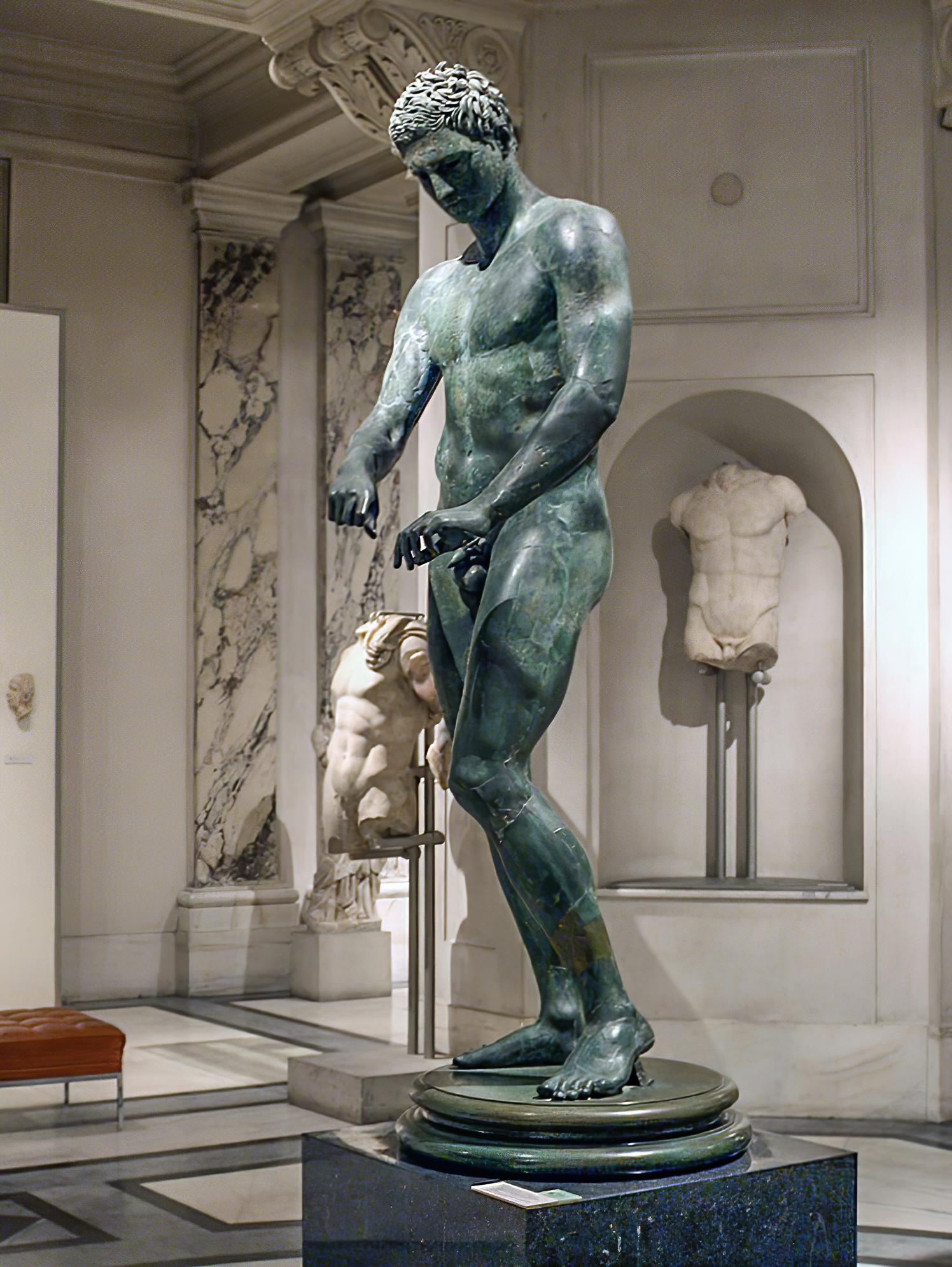
L'Apoxyomène d'Éphèse

Un type différent est représenté par deux bronzes romains portant aussi le nom d'« Apoxyomène » : l’Apoxyomène d'Éphèse, bronze découvert en 1898 à Éphèse, conservé au musée d'histoire de l'art de Vienne (Inv. 3168), et l’Apoxyomène de Croatie découvert en 1996 en mer Adriatique et conservé depuis 2016 au musée de l'Apoxyomène, à Mali Lošinj , Croatie.

### Apoxyomène d'Éphèse
L'Apoxyomène d'Éphèse, découvert en 1898 à Éphèse, est une statue en bronze conservée au musée d'histoire de l'art de Vienne (Inv. 3168). Haute de 1,92 mètre, cette copie romaine représente un athlète à la musculature puissante qui, ayant terminé de se racler le corps, nettoie son strigile : il le tient de la main droite et enlève la sueur et la poussière du racloir avec l'index et le pouce de la main gauche ; la position des jambes et plus généralement le mouvement de torsion sont inversés par rapport à l'Apoxyomène du Vatican. Contrairement à ce dernier, qui semble regarder dans le vague, l'athlète d'Éphèse est concentré sur sa tâche.

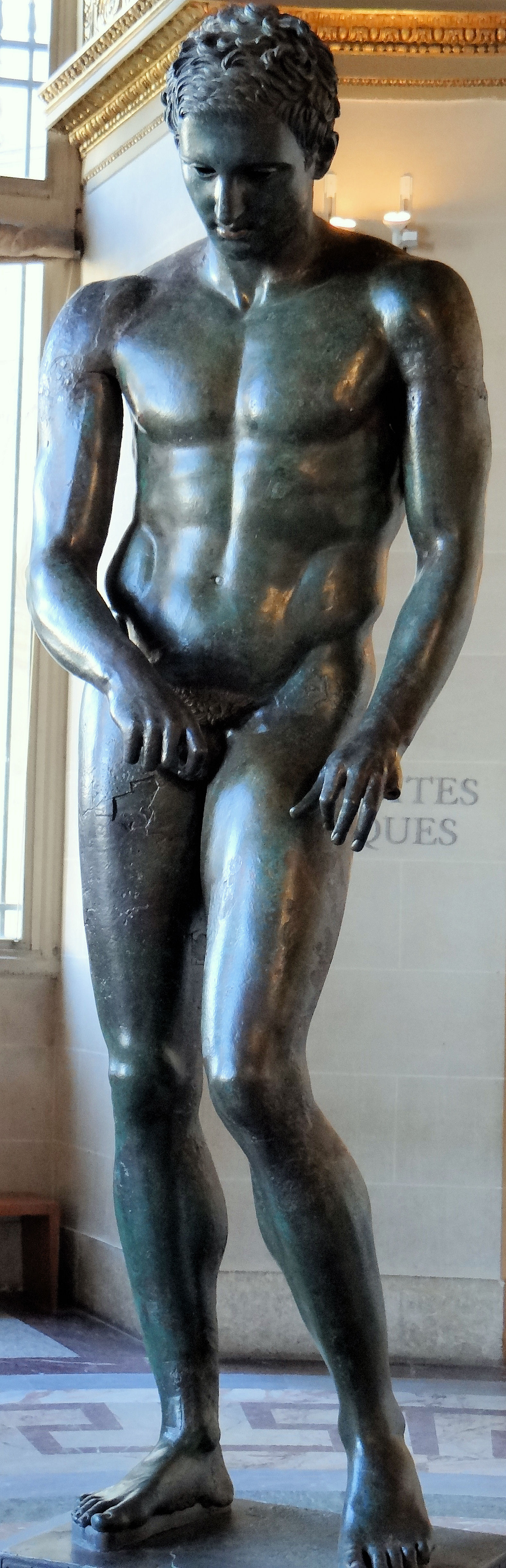
L'Apoxyomène de Croatie

### Apoxyomène de Croatie
Un autre exemplaire en bronze, l'Apoxyomène de Croatie, haut de 1,92 m, de même type que le précédent, a été découvert par le plongeur belge René Wouters le 21 juillet 1996 en Croatie (mer Adriatique), puis remonté en 1999. Sa restauration a été achevée en 2005.
Son apparence est proche de l'Apoxyomène d'Éphèse et de la tête se trouvant au musée d'art Kimbell de Fort Worth (Texas). L'Apoxyomène de Croatie est pratiquement complet : il ne lui manque que l'auriculaire de la main gauche. Il est dans un état de conservation exceptionnel et possède encore sa plinthe antique. L'historien de l'art italien Paolo Moreno l'attribue à Dédale de Sicyone.